# João Cleófas Martins
João Cleofas Martins, conegut com a Djunga Fotógrafo (Mindelo, illa de São Vicente, 28 d'agost de 1901 - 27 d'agost de 1970) va ser un fotògraf, periodista i escriptor de Cap Verd. El seu pare procedia de l'illa Brava, i va viure la major part de la seva vida a Mindelo (illa de São Vicente), tot això en el mateix arxipèlag.
Va treballar per a la Western Telegraph Company, en 1928 va anar a Lisboa i hi va aprendre fotografia. Va fundar Foto Progresso quan va tornar a Mindelo en 1931.
Va ser un dels pocs capverdians que van expressar públicament les seves crítiques contra el govern de la Segona República de Portugal (la dictadura de Salazar).
Va dedicar tota la seva vida a una llar d'infants a l'antic Albergue de S. Vicente Arxivat 2007-12-15 a Wayback Machine. (ara Lar de Nhô Djunga). Com Sergio Frusoni, va ser cronista radiofònic a Ràdio Barlavento de Mindelo.
Junt amb Cesária Évora, Martins és considerat una de les persones més importants de Mindelo, on un carrer al nord-oest de la ciutat porta el seu nom.

## Obres
- Vai-et Treinando des de Já (1960), peça de teatre sobre el govern colonial portuguès